# Estado Livre
Estado Livre (em inglês, Free State; em africâner, Vrystaat) é uma província da África do Sul, localizada na parte central do país. A sua capital é Blumefontaina, que é igualmente a capital judicial do país.
Deriva do antigo Estado Livre de Orange. Em 28 de junho de 1995, o seu nome foi alterado de Estado Livre de Orange para Estado Livre. As actuais fronteiras datam de 1994, quando os bantustões foram abolidos e integrados nas províncias da África do Sul.
Situa-se numa vasta planície no centro da África do Sul. O clima é ameno, imprimindo à economia uma forte base agrícola. Sua economia agrícola produz dois quintos do milho e parte importante do trigo que alimenta a nação, além de representar um sexto da produção de lã. Tem, igualmente, alguns dos mais importantes depósitos sul-africanos de diamantes, carvão e bentonita. Grande parte do carvão é transformado na própria província em petróleo e outros produtos petrolíferos.
Localizado bem no centro geográfico da África do Sul, faz fronteira com as províncias do Cuazulo-Natal, Mepumalanga, Gautengue, Noroeste, Cabo Ocidental, Cabo Oriental e ainda com o Lesoto.

## Subdivisões
A província está dividida em cinco municípios distritais, que estão, por sua vez, divididos em vinte municípios locais e uma zona de gestão distrital.